# Robertsfors Idrottsklubb
O Robertsfors Idrottsklubb, ou simplesmente Robertsfors IK, é um clube de futebol da Suécia fundado em 1907. Sua sede fica localizada em Robertsfors.
Em 2009 disputou a Division 2 Norrland, uma das seis ligas da quarta divisão do futebol sueco, terminando na sexta colocação dentre 12 clubes participantes.